# Günther Reck
|  | Dieser Artikel wurde aufgrund von formalen oder inhaltlichen Mängeln in der Qualitätssicherung Biologie zur Verbesserung eingetragen. Dies geschieht, um die Qualität der Biologie-Artikel auf ein akzeptables Niveau zu bringen. Bitte hilf mit, diesen Artikel zu verbessern! Artikel, die nicht signifikant verbessert werden, können gegebenenfalls gelöscht werden. Lies dazu auch die näheren Informationen in den Mindestanforderungen an Biologie-Artikel. |

Günther K. Reck (geb. um 1950) ist ein deutscher Biologe und Professor für Meeresbiologie an der Universidad San Francisco de Quito.
Günther Beck studierte Biologie mit dem Schwerpunkt Fischereibiologie an der Christian-Albrechts-Universität zu Kiel und diplomierte 1973. Dort folgte auch das Ph.D.-Studium mit Schwerpunkt Meereswissenschaften (1983). Seine Dissertation trug den Namen The coastal fisheries in the Galápagos Islands, Ecuador: description and consequences for management in the context of marine environmental protection and regional development. Er kam 1973/74 zum ersten Mal auf die Galapagosinseln, um dort als Naturführer im Galápagos-Nationalpark zu arbeiten. Anschließend forschte er im Bereich der Küstenfischerei (weißer Fisch und Hummer) auf den Galápagos-Inseln und wurde „Unterstaatssekretär für Fischerei“ des „National Fisheries Institute“ (1975–1979) von Ecuador. Er wurde Berater des Staatssekretärs für Fischerei (1980) und als solcher stellvertretendes Mitglied des Vorstandes des Galapagos National Institute (INGALA).
Später arbeitete er als Leiter der Charles Darwin Research Station (1984 bis 1989). Er wurde Gründungs-Dekan des College of Environmental Sciences an der Universidad San Francisco de Quito (1990 bis 1997).

## Publikationen
- Reck et al. (2002): ACP-EU Fisheries Research Initiative. ACP-EU
- Reck et al. (2004): A trophic model of a Galápagos subtidal rocky reef for evaluating fisheries and conservation strategies. Ecological Modelling

| Personendaten    | Personendaten                                      |
| ---------------- | -------------------------------------------------- |
| NAME             | Reck, Günther                                      |
| ALTERNATIVNAMEN  | Reck, Günther K.                                   |
| KURZBESCHREIBUNG | deutscher Biologe und Professor für Meeresbiologie |
| GEBURTSDATUM     | um 1950                                            |